# 諧音 (音樂)
諧音（Harmonics），是一個音樂術語。當弦樂器的弦因振動發出聲音時，振動頻率最低者為 n = 1 時的情況，稱為基頻或基音（Fundamental frequency）；頻率較高的音稱為泛音（Overtones），基音和泛音統稱諧音。